# Patrick White
Patrick Victor Martindale White (ur. 28 maja 1912 w Londynie, zm. 30 września 1990 w Sydney) – australijski prozaik, poeta i dramaturg. Laureat Nagrody Nobla w dziedzinie literatury w 1973.

## Życiorys
White urodził się w Londynie, jego rodzicami byli jednak Australijczycy i gdy miał 6 miesięcy cała rodzina wróciła do Australii i zamieszkała w Sydney. W wieku 13 lat został wysłany do szkoły w Anglii, gdzie – z dwuletnią przerwą – kształcił się w Cheltenham College i w King’s College na Uniwersytecie Cambridge. Po ukończeniu studiów pozostał w Londynie, w czasie II wojny światowej służył w Royal Air Force na Bliskim Wschodzie, w Afryce Północnej i Grecji. Był gejem. W 1941 poznał Manoliego Lascarisa, greckiego oficera wojskowego, który został jego życiowym partnerem. Po wojnie wrócił do Australii i wraz z Manolim na stałe osiedlił się w Nowej Południowej Walii.
Zadebiutował w 1935 tomem poetyckim The Ploughman and Other Poems, swoją pierwszą powieść – Happy Valley – wydał w 1939, jednak do połowy lat 50. nie odniósł większych sukcesów i okresowo zerwał z literaturą. Przełomem okazała się wydana w 1956 powieść Drzewo człowiecze, następnie ukazał się Voss, oparta na autentycznych wydarzeniach z połowy XIX wieku (wyprawa Ludwiga Leichhardta) powieść historyczna o zdobywaniu kontynentu australijskiego przez pierwszych kolonizatorów, za którą w 1957 otrzymał Nagrodę im. Miles Franklin.
Najwybitniejszy utwór w dorobku pisarza ukazał się w 1961. Wóz ognisty to rozbudowana, wielowątkowa panorama australijskiego społeczeństwa w pierwszej połowie XX wieku. Bohaterami tej powieści są kolejne fale imigrantów przybywających na Antypody, ale także Aborygen oraz cudem uratowany z Holocaustu niemiecki Żyd. Wraz z bohaterami do Australii docierają wojenny koszmar oraz moralne dylematy odległej Europy. W tym samym roku otrzymał za tę książkę nagrodę im. Miles Franklin.
W następnej dekadzie powstały kolejne istotne książki: The Burnt Ones, Węzeł i Wiwisekcja. 
W 1973 otrzymał Nobla za „epickie i psychologiczne mistrzostwo, dzięki któremu odkryty został nowy literacki kontynent”. Najważniejszymi późnymi utworami White'a są Przepaska z liści oraz wspomnieniowe Flaws in the Glass.
Wiele jego książek przetłumaczyła na język polski Maria Skibniewska.

## Twórczość (wybór)
- Happy Valley (1935)
- Żywi i umarli (The Living and the Dead, 1941)
- The Aunt's Story (1948)
- Drzewo człowiecze (The Tree of Man, 1956)
- Voss (Voss, 1957)
- Wóz ognisty (Riders in the Chariot, 1961)
- The Burnt Ones (1964) – zbiór opowiadań
- Węzeł (The Solid Mandala, 1966)
- Wiwisekcja (The Vivisector, 1970)
- Oko cyklonu (The Eye of the Storm, 1973)
- Przepaska z liści (A Fringe of Leaves, 1976)
- Flaws in the Glass (1981)